# Scoparia (thực vật)
Scoparia là một chi thực vật trong họ Lamiales.

## Các loài
Một số loài trong chi này như:
- Scoparia flava Cham. & Schltdl. – yellow licorice weed
- Scoparia montevidensis (Spreng.) R.E. Fries – broomwort [2]